# Moviment d'Esquerra Nacionalista
El Moviment d'Esquerra Nacionalista (MEN) fou una organització assembleària catalana d'esquerra alternativa, ecologista, independentista, feminista i antimilitarista. Es va formar a partir de la Coordinadora d'Assemblees de Nacionalistes d'Esquerra que aplegava les assemblees locals i sectorials de Nacionalistes d'Esquerra que no havien acceptat la integració amb sectors crítics d'Esquerra Republicana de Catalunya (ERC) en l'Entesa de l'Esquerra Catalana el 1985.

## Història
La sectorial de joves, Assemblea de Joves Revolucionaris dels Països Catalans (AJR), es va implicar activament en la lluita dels objectors de consciència al servei militar, i l'any 1984 va formar la Coordinadora Anti-Mili Mili KK conjuntament amb el MOC, JCR, MJCC, MDT, antics membres del GAMBA i sectors llibertaris. També va donar suport a campanyes contra l'OTAN, de suport al Moviment Obrer en la Vaga General de 1985 i de suport al Front d'Alliberament Gai de Catalunya amb la campanya «Jo també sóc gai» conjuntament amb d'altres organitzacions juvenils de l'esquerra revolucionària catalana.
També des de 1984 va promoure l'Assemblea Municipal de l'Esquerra Nacionalista (AMEN), després anomenada Assemblea Municipal de l'Esquerra Independentista (AMEI), per coordinar en l'àmbit municipal les candidatures properes (com la CUPA d'Arbúcies i la Unitat Municipal 9 de Sant Pere de Ribes) i promoure'n de noves conjuntament amb l'MDT, l'LCR, l'MCC i altres sectors de l'esquerra radical i alternativa, registrant les sigles Candidatura d'Unitat Popular (CUP) per a facilitar-ho.
L'any 1986 una part dels seus militants, entre els quals Jaume Oliveras, Antoni Lecha, Sergi Gili i Xavier Roman, van abandonar la formació per integrar-se al Moviment de Defensa de la Terra.

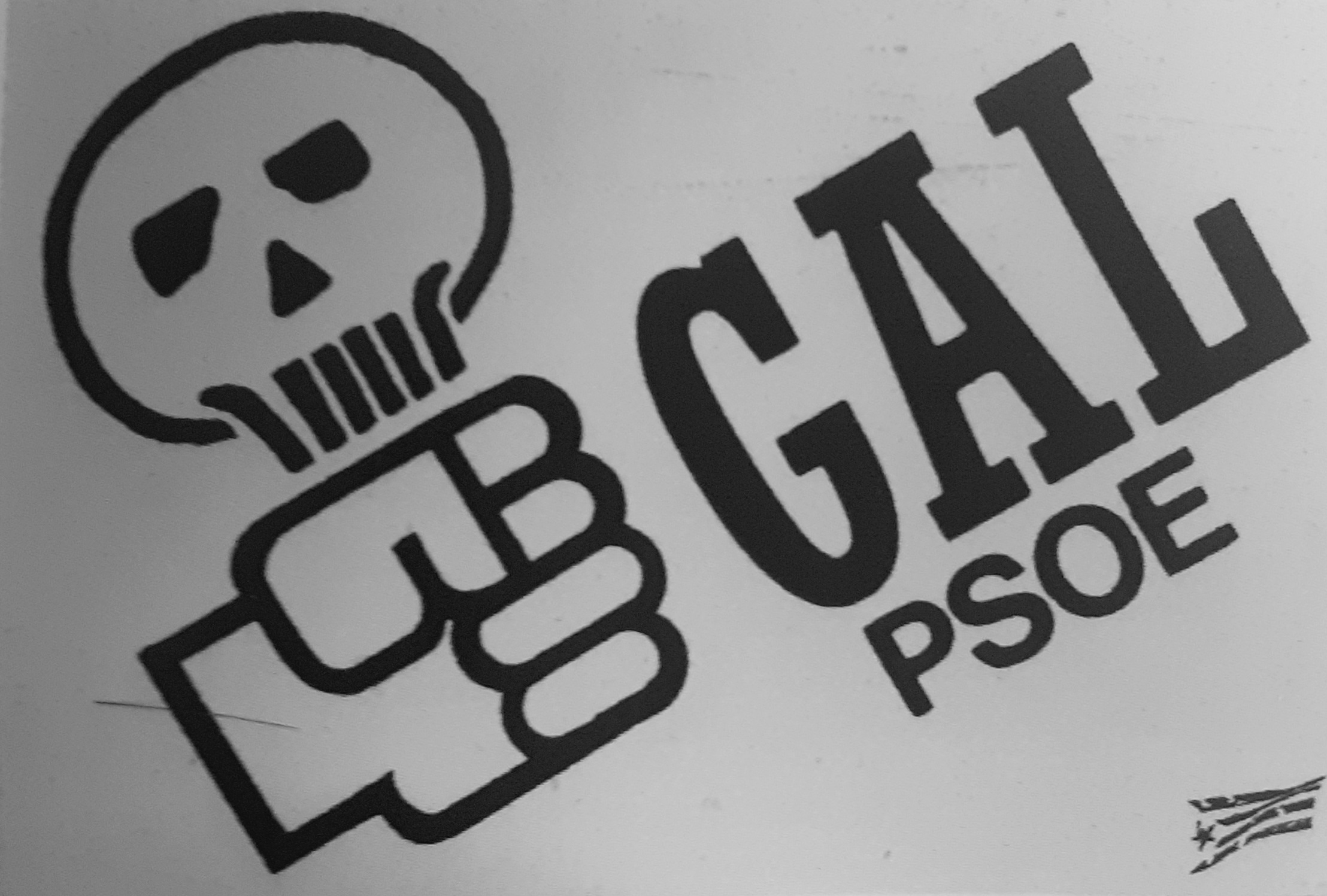

Els anys 1987 i 1989 donà suport a la candidatura d'Herri Batasuna al Parlament Europeu. El mateix any s'integrà com a corrent dins la Crida a la Solidaritat participant en el procés incipient per convertir aquesta organització cívica en una formació política. Però l'aposta d'un sector important de La Crida per reforçar ERC com a pal de paller de l'independentisme fa que abandoni aquesta via i acabi dissolent-se el 1993.
L'any 1992, el MEN es presentà a les eleccions autonòmiques catalanes en coalició amb Alternativa Verda i el 1993 es fusionà amb aquesta i dues formacions ecologistes catalanes més (Els Verds i Alternativa Ecologista de Catalunya) formant Els Verds (Confederació Ecologista de Catalunya) que es presentà a diverses convocatòries electorals en solitari i també amb coalició amb Iniciativa per Catalunya, ERC o Esquerra Unida i Alternativa fins a la seva dissolució el 1998.
Alguns dels seus militants més significatius van ser Joan Oms i Llohis, Armand de Fluvià i Escorsa, Maria Olivares i Usac, Xavier Godàs, Lourdes Pallàs Pallàs, Lluís Coromines, Marta Estella, Joan Tur, Meritxell Llorente, Quim Ferrandiz, Consol Casals i Genovés, Jordi Villanueva, Cristina Rivero, Jaume Aibar, Pere Boix, Jordi Pagès, David Gòmez i Natxo Valdeperas.